# Darina Alster
Darina Alster (* 1979, Praha) je česká vizuální umělkyně, performerka a pedagožka.

## Život
Darina Alster se narodila roku 1979. Prožila své dětství v době pádu komunistického režimu v Československu, což významně ovlivňuje její uměleckou tvorbu. Momentálně žije v Praze se svým manželem a dvěma dětmi.

### Vzdělání
V letech 1997–2003 studovala na pedagogické fakultě Univerzity Karlovy, kde získala titul Mgr. Poté studovala na Akademii výtvarných umění v Praze od roku 2003 do roku 2007 a zde získala titul MgA.

## Umělecká tvorba
Nejčastěji se vyjadřuje performancemi a různými happeningy. Mezi její nejčastější témata patří otázka náboženství, dnešního technologického světa a duchovního světa. Své myšlenky realizuje v jednotlivých představeních. Vyslovuje se k tématu času, víry a polarity technokratického a duchovního světa. Narušuje konvenčně vnímané hranice, otevírá nejrůznější tabu a kriticky se vyslovuje ke společnosti. Ve svých performancích překračuje hranice reality, narušuje běžné situace nepochopitelnými iracionálními jevy, čímž podle svých slov nechává promlouvat podvědomí. Ráda také pracuje s archaickými médii, jako je tarot, náboženství nebo pohádky. Typickým rysem jejího uvažování je předkládání víceobsažnosti skrze formální paralely. Typická je pro ni také práce s tělem.

### Díla
Mezi její nejznámější díla patří například:
- Poklad (2005)
- White Cubic (2006)
- Personal Tarot (2007), její absolventská práce
- Bianca Braselli (2008)
- Tarot Mobiles (2008)
- Non Stop (2008)
- Naked Lunch (2008)
- Tarot Office (2009)
- Videoautomat (2009)
- Samotný Akt Performance (2011)
- Pomník obětem kapitalismu (2011)
- Broken TVE5 (2011)
- Synchrolove (2012)
- Imago Dei (2013)
- Novodobé formy zaříkávání reality (2014)
- Videooltář (2014)
- Dark Matter (2015)
- Posthuman research (2015)
- Hard Candy (2016)
- Tension (2016)
- Theatrum mundi (2016)
- Dark Mirror (2017)
- Tension X (2017)
- Earth Versions (2017)
- Sea siren (2017)
- Urban Body (2017)
- Principium Nativitatis (2018)
- Art must be beautiful, artist must be beautiful (2018)